# وارث مقدر
وارث مقدر کسی است که حق دارد تاج و تخت یا یک عنوان اشرافی را به ارث ببرد، ولی در صورت تولد یک وارث بلافصل که دارای ادعای قویتری نسبت به آن منصب است، خواه مذکر یا مؤنث، این جایگاه را از دست خواهد داد.
مثلاً در صورتی‌ که وارث مقدر دختر پادشاه باشد، با به دنیا آمدن یک پسر برای پادشاه، پسر به دنیا آمده به وارث بلافصل تبدیل شده و خواهرش در صف وارثین تاج و تخت، بعد از او منتقل می شود. همچنین اگر وارث تاج و تخت، نامشروع باشد، در صورت تولد یک فرزند مشروع برای پادشاه، فرزند مشروع به وارث بلافصل تبدیل شده و فرزند نامشروع در صف وارثین تاج و تخت، بعد از او منتقل می شود.